# Normal, Illinois
Normal är en inkorporerad stad i McLean County, Illinois, USA. Enligt folkräkningen 2010 har staden 52 497 invånare. 

## Stadens namn
Stadens ursprungliga namn var North Bloomington, men bytte till Normal i februari 1865. 1867 blev den officiellt inkorporerad.

## Attraktioner

### Rekreation och underhållning
- The Children's Discovery Museum
- The Illinois State University Planetarium[5]
- The Challenger Learning Center[6]

### Parker och naturliv
- Parker och naturområden: Carden Park, Children and Elders Forest, Children's Discovery Museum, Connie Link Amphitheater, Constitution Trail, David S. Anderson Park, East Detention Basin, Fairview Park, Fell Park, Fransen Park, Hidden Creek Nature Sanctuary, Ironwood Golf Course, Ironwood Park, Kelly Detention Basin, Martin Luther King Jr. Park, Maxwell Park, Normal Theater, Oak Street Ball Diamond, One Normal Plaza & Community Activity Center, Rosa Park Commons, Savannah Park, Shepard Park, Underwood Park samt the West Detention Basin.[7]

- The Bloomington-Normal Constitution Trail.[8]

- The Ecology Action Center[9]

- The Ropp Jersey Cheese[10]

### Golf
Tidskriften Golf Digest rankade år 2005 Bloomington-Normal som den femte bästa golfstaden i USA.

### Konst och teater
- Braden Auditorium,[12]
- Heartland Theatre Company[13]
- The Illinois State University Center for the Performing Arts.[14]
- The Prairie Fire Theatre[15]

#### Årliga evenemang
- Sugar Creek Arts Festival hålls i juli varje år.[16]
- Sweet Corn Blues Festival hålls i augusti varje år.[17]

## Utbildning

### Grundskolor

#### Offentliga skolor
Stadens skolområde ligger i McLean County Unit District No. 5.
- Normal Community High School (NCHS)
- Normal Community West High School (NCWHS)
- Kingsley Junior High School (KJHS)
- Parkside Junior High School (PJHS)
- Chiddix Junior High School (CJHS)
- Parkside Elementary
- Oakdale Elementary
- Fairview Elementary
- Grove Elementary
- Glenn Elementary
- Colene Hoose Elementary
- Prairieland Elementary
- Sugar Creek Elementary
- Brigham Elementary
- Fox Creek Elementary
- Northpoint Elementary
- Pepper Ridge Elementary
- Towanda Elementary
- Carlock Elementary
- Hudson Elementary

Det finns också två skolor som administreras av Illinois State University.  They are:
- University High School
- Thomas Metcalf Elementary

#### Privata skolor
- Epiphany Catholic School, en katolsk-romers grundskola
- Calvary Christian Academy, en kristen skola.

### College och universities
- Illinois State University
- Heartland Community College[18]
- Lincoln College, Illinois, ett privat college.[19]

### Yrkesskolor (trade schools)
- Paul Mitchell The School[20]
- Midwest College of Cosmetology, som ger kurser i kroppsvård med mera[21]
- Bloomington-Normal School of Radiography

## Kända personer från orten
- Andrew Bacevich, historiker, född i Normal
- Edna Dean Baker, college president, född i Normal
- Jon Bowermaster, journalist, filmare, född i Normal
- Eleanor Coen, artist, född i Normal
- Ellen Crawford, skådespelare, född i Normal
- Jim Crews, basketcoach vid United States Military Academy
- Pop Dillon, basketspelare, född i Normal
- Robert B. Duncan, före detta kongressman för Oregon
- Kevin Eggan, professor i molekulärbiologi, född i Normal
- Robert Ellwood, religionsprofessor, född i Normal
- Jesse Hibbs, filmregissör, född i Normal